# Ryoko Kizaki
Ryoko Kizaki (木﨑 良子, Kizaki Ryōko); Yosano, 21 juni 1985) is een Japanse atlete, die is gespecialiseerd in lange afstand. Ze vertegenwoordigde haar land bij verschillende grote internationale kampioenschappen. Ook nam ze eenmaal deel aan de Olympische Spelen, maar won hierbij geen medaille.
Op de Olympische Spelen van 2012 in Londen eindigde ze met 2:27.16 op een vijftiende plaats. In 2013 behaalde ze haar eerste grote prestatie door de marathon van Nagoya te winnen in een persoonlijk record van 2:23.34. Het jaar erop won ze een zilveren medaille bij dezelfde wedstrijd en de Aziatische Spelen van 2014.
Ze is aangesloten bij Daihatsu Track and Field in Ikeda.

## Persoonlijke records
Baan
| Onderdeel | Prestatie | Datum             | Plaats    |
| --------- | --------- | ----------------- | --------- |
| 3000 m    | 9.18,60   | 20 april 2008     | Wakayama  |
| 5000 m    | 15.35,12  | 29 april 2009     | Hiroshima |
| 10.000 m  | 32.16,40  | 24 september 2010 | Niigata   |

Weg
| Onderdeel      | Prestatie | Datum            | Plaats    |
| -------------- | --------- | ---------------- | --------- |
| 10 km          | 32.33     | 23 december 2006 | Okayama   |
| 15 km          | 49.30     | 5 juli 2009      | Sapporo   |
| 20 km          | 1:07.02   | 31 januari 2010  | Osaka     |
| halve marathon | 1:10.16   | 15 maart 2009    | Yamaguchi |
| 25 km          | 1:24.10   | 31 januari 2010  | Osaka     |
| 30 km          | 1:41.42   | 31 januari 2010  | Osaka     |
| marathon       | 2:23.34   | 10 maart 2013    | Nagoya    |

## Palmares

### 5000 m
- 2007: 4e World University Games in Bangkok - 15.58,19
- 2010:  Japans kamp. in Marugame - 15.41,40

### 10.000 m
- 2007:  World University Games in Bangkok - 32.55,11
- 2009: 4e Hyogo Relays in Kobe - 32.24,00
- 2010:  Japans kamp. in Marugame - 32.31,64

### 10 km
- 2006:  Sanyo Women's in Okayama - 32.33
- 2010:  Shibetsu - 33.40
- 2011:  Shibetsu - 34.13

### 20 km
- 2006: 19e WK in Debrecen - 1:07.52

### halve marathon
- 2005:  halve marathon van Matsue - 1:11.43
- 2005:  halve marathon van Izmir - 1:14.34
- 2006:  halve marathon van Kioto - 1:12.46
- 2007:  halve marathon van Kioto - 1:11.09
- 2008:  halve marathon van Kioto - 1:11.16
- 2009: 7e halve marathon van Yamaguchi - 1:10.16
- 2009: 4e halve marathon van Sapporo - 1:10.59
- 2009: 13e WK in Birmingham - 1:10.32
- 2010: 10e WK in Nanning - 1:11.03

### marathon
- 2010: 6e marathon van Osaka - 2:27.34
- 2011: 5e marathon van Osaka - 2:29.35
- 2011:  marathon van Yokohama - 2:26.32
- 2012: 15e OS in Londen - 2:27.16
- 2013:  marathon van Nagoya - 2:23.34
- 2013: 4e WK in Moskou - 2:31.28
- 2014:  marathon van Nagoya - 2:25.26
- 2014:  Aziatische Spelen in Incheon - 2:25.50
- 2016: 10e marathon van Nagoya - 2:28.49